# Drymeia aterrima
Drymeia aterrima är en tvåvingeart som beskrevs av Wulp 1896. Drymeia aterrima ingår i släktet Drymeia och familjen husflugor. Inga underarter finns listade i Catalogue of Life.